# Pholcus podophthalmus
Pholcus podophthalmus är en spindelart som beskrevs av Simon 1893. Pholcus podophthalmus ingår i släktet Pholcus och familjen dallerspindlar. Inga underarter finns listade i Catalogue of Life.